# بونتوس كامارك
بونتوس كامارك (بالسويدية: Pontus Kåmark)‏ (مواليد 5 أبريل 1969) هو لاعب كرة قدم. يلعب مع منتخب السويد لكرة القدم. سبق له أن لعب في كأس العالم لكرة القدم مع منتخب بلاده.

## مسيرته الكروية
لعب بونتوس كامارك خلال مسيرته الاحترافية مع 4 أندية في تسعة عشر موسمًا وسجل خلالها 10 أهداف ضمن 299 مباراة. حيث فاز في موسمين بالكأس وفي خمسة مواسم بالدوري.
خاض بونتوس كامارك مسيرته مع نادي فيستيروس ‏ في موسم 1985 ليلعب معه أربعة مواسم، مشاركًا في 55 مباراة سجل خلالها 6 أهداف. ثم انتقل إلى نادي غوتبورغ في موسم 1989 في المرة الأولى ليلعب معه سبعة مواسم ثم في عامي 2001-2003 ولمدة موسمين، حيث شارك طوالها في 168 مباراة سجل خلالها 4 أهداف. لينتقل بعدها إلى نادي ليستر سيتي في موسم 1995–96 ليلعب معه أربعة مواسم، مشاركًا في 65 مباراة ولم يسجل أي هدف. ثم انتقل إلى نادي أيك سولنا في عامي 1999-2001 ولمدة موسمين، مشاركًا في 11 مباراة ولم يسجل أي هدف أيضًا.

## روابط خارجية
- بونتوس كامارك على موقع الاتحاد الدولي (مؤرشف)  (الإنجليزية)
- بونتوس كامارك على موقع اتحاد السويد (السويدية)
- بونتوس كامارك على موقع قاعدة بيانات كرة القدم.إي يو (الإنجليزية)
- بونتوس كامارك على موقع ناشيونال فوتبول تيمز (الإنجليزية)
- بونتوس كامارك على موقع Soccerbase.com (لاعب) (الإنجليزية)
- بونتوس كامارك على موقع عالم كرة القدم.نت (الإنجليزية)